# Хрящ

Гистологический препарат хрящевой ткани под оптическим микроскопом.

Хрящ, или хрящевая ткань (лат. cartilago) — один из видов соединительной ткани, отличается плотным, упругим межклеточным веществом, образующим вокруг клеток-хондроцитов и групп их особые оболочки, капсулы. Важнейшее отличие хрящевой ткани от костной (и большинства других типов тканей) — отсутствие внутри хряща нервов и кровеносных сосудов.
Если межклеточное вещество (матрикс) однородно, то хрящ называется стекловидным, или гиалиновым, если пронизано волокнами — волокнистым, если заключает сеть эластических волокон — сетчатым. Снаружи хрящ (кроме волокнистого) покрыт особой соединительно-тканной оболочкой — перихондрием, или надхрящницей.
Хрящ играет роль твёрдой основы скелета тела животного или образует упругие части костного скелета (покрывает концы костей, образуя суставные поверхности, или соединяет кости в виде прослоек — например, такую роль играют межпозвонковые диски).

## Онтогенез
В онтогенезе высших позвоночных большинство костей образуется сначала в виде хрящевых закладок, которые затем замещаются костной тканью.
Хрящи впервые появились у предшественников рыб - бесчелюстных, таких как миноги и миксины, эндоскелет бесчелюстных и самых примитивных челюстноротых (таких как хрящевые рыбы и хрящевые ганоиды, к которым относятся например осетровые) состоит только из плотной хрящевой ткани. При этом в хрящах позвоночных с костным скелетом содержание минеральных солей (фосфата кальция) в межклеточном веществе низкое, поэтому они менее жёсткие, чем кости. Но у акул, химерообразных и других хрящевых рыб хрящ во многих частях скелета пропитывается минеральными солями, при этом живые клетки сохраняются только на его поверхности. Хрящевая ткань также составляет значительную часть скелета и у некоторых лучепëрых рыб, например, у гигантских лун-рыб. 

## Классификация
В организме человека выделяют 3 основных вида хрящевой ткани, отличающихся в основном структурой межклеточного вещества:
- гиалиновый хрящ. Прозрачный, голубоватый[3]. В матриксе есть коллагеновые волокна, но настолько тонкие, что он даже под микроскопом выглядит однородным. Составляет суставные поверхности длинных костей, кончики рёбер, содержится в носовой перегородке, трахее и бронхах; на его месте возникают некоторые кости[4][3]. Также из гиалинового хряща формируются многие части гортани[5]. Гиалиновые хрящи (кроме суставных) покрыты надхрящницей[4][3];
- эластический хрящ. Менее прозрачный, желтоватый, поскольку в матриксе есть не только коллагеновые, но и эластиновые волокна[3]. Содержится в ушной раковине, наружном слуховом проходе[4][3], клиновидных и рожковидных хрящах гортани[5], дыхательном горле. Тоже покрыт надхрящницей[4][3];
- волокнистый хрящ. Иногда рассматривается как разновидность гиалинового[3]. В матриксе много толстых пучков коллагеновых волокон. Хондроциты относительно мелкие и выстроены параллельными рядами[4]. Составляет межпозвоночные диски и места переходов сухожилий в кости[3]. Надхрящницы не имеет[4].

## Хондрогистогенез
Развитие хрящевой ткани происходит как у эмбриона, так и у взрослого организма при регенерации. В процессе развития хрящевой ткани формируется хрящевой дифферон, представляющий собой следующие последовательно сменяющиеся клетки: стволовые клетки, полустволовые клетки (прехондробласты), хондробласты (хондробластоциты), хондроциты.

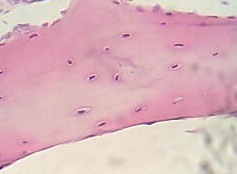
Гиалиновый хрящ, окрашенный гематоксилином и эозином, под микроскопом
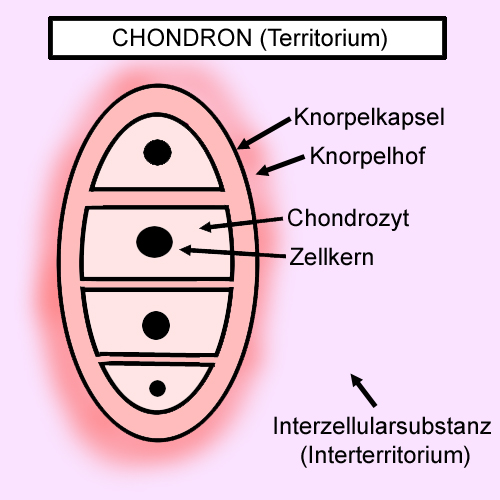
Группа хондроцитов в хряще

## Вкулинарии
При варении хрящи дают особое вещество — хондрин. Хрящи животных используют при приготовлении студня.